# Habrotrocha reclusa
Habrotrocha reclusa är en hjuldjursart som först beskrevs av Colin Milne 1889.  Habrotrocha reclusa ingår i släktet Habrotrocha och familjen Habrotrochidae. Inga underarter finns listade i Catalogue of Life.